# Santuario della Beata Vergine Addolorata (Bergamo)
Il santuario della Beata Vergine Addolorata si trova in Borgo Santa Caterina nella parte bassa della città di Bergamo e fa parte della parrocchia della chiesa di Santa Caterina vergine e martire.

## Storia

### Le origini e l'apparizione
La storia della chiesa è legata allo straordinario evento dell'apparizione di una stella. La tradizione racconta che un'abitazione privata, situata a Bergamo presso il ponte della Stongarda, aveva sulla sua facciata l'affresco della Madonna Addolorata, eseguito nel 1597 da Giovanni Giacomo Anselmi, pittore del XVI secolo vissuto in via Borgo Santa Caterina. Il 18 agosto 1602 l'affresco, che si trovava in una condizione di grave deterioramento, venne illuminato da una stella con tre raggi, e ogni raggio ne ridonò l'originario splendore. Serve considerare che il vicino monastero dei Celestini aveva istituito il 1º marzo 1600 la Compagnia della Santissima Vergine dello Spasimo, creando nella zona un maggiore fervore spirituale. Inoltre uno dei consiglieri della compagnia, certo Marc'Antonio Anselmi, era probabile parente dell'autore dell'affresco. 
Sempre secondo la tradizione, i miracoli si susseguirono: rimane il documento autografo del miracolo ricevuto da Margherita Facchinetti che, persa la vista, invocò la Vergine del dipinto e ritornò a vedere. L'apparizione fu descritta da Donato Calvi nel suo Effemeride sagro-profana di quanto di memorabile sia successo in Bergamo, sua diocese et territorio da suoi principij sin'al corrente anno del 1676-77.
(Donato Calvi)
Nel palazzo della curia vescovile, il 31 dicembre del medesimo anno si riunirono i deputati e reggenti per la ala Giesia et devocione dela Madona novamente erecta in Borgo S. Catherina. Si susseguirono eventi miracolosi che portarono i fedeli a donare offerte per la costruzione del santuario. Furono acquistati terreni e fabbricati il 25 febbraio 1603 da Claudio Benaglio di proprietà di Claudia Bonghi, sorella del frate Benedetto del convento dei celestini. 

A seguito di questo fenomeno e dopo che furono iniziati gli scavi, il vescovo di Bergamo Giovambattista Milani l'11 luglio 1603 benedisse la posa della prima pietra del santuario, che venne terminato e aperto al culto nel dicembre del 1605. L'edificio fu costruito su progetto di Bernardo Berlendis con il capomastro Genuario Ambone. Una lapide collocata sulla parte superiore del portale a ovest ricorda l'evento. Nel 1604 fu acquistato un pezzo di terreno dai Celestini perché vi fosse una strada che potesse collegare questo con il santuario. Fu poi tolto dall'abitazione l'affresco miracoloso, con la tecnica dello strappo e posto sull'altare maggiore del nuovo edificio. L'edificio originariamente era rivolto a ovest di fronte alla chiesa di San Nicolò dei Celestini. 
L'anno successivo iniziò quella che fu chiamata la festa dell'Apparizione, ma per poter celebrare una processione serviva una statua. Fu così che venne commissionato a un certo Gerolamo Gallina il gruppo ligneo dell'Addolorata, copia dell'affresco, che viene portato ogni anno in processione per le strade del borgo il giorno che rievoca il miracoloso evento. Al centro della via fu posta una croce in legno alta quanto l'edificio, che fu sostituita con una colonna votiva dove fu posta una statua marmorea raffigurante la Madonna Addolorata, per paura che potesse crollare creando danni. L'opera fu realizzata da Antonio Abbati. La colonna viene chiamata crocetta e fu benedetta il 24 dicembre 1615 dal vescovo Giovanni Emo. La base della statua riporta la scritta VULNERATUS CUSPIDE AMORIS.

### La vertenza tra la parrocchia e il santuario
Nel primo secolo di edificazione, vi fu una grave vertenza tra la parrocchia e il santuario. Gli atti di questa causa sono conservati nell'archivio parrocchiale. Tutto nacque dalla Bolla papale di papa Paolo V dell'11 luglio 1615, che autorizzava i rappresentanti l'Università (quindi i laici) a nominare il cappellano del santuario. L'autonomia del santuario non fu apprezzata dal prete di santa Caterina. Erano i reggenti che facevano parte della scuola dei disciplini della Madonna del Suffragio, a votare il cappellano del santuario. Il voto era segreto e la nomina durava tre anni.
Fu il parroco di santa Caterina, don Tommaso Vecchiarelli, a sottoporre il problema al vescovo Gregorio Barbarigo, contestando le entrate delle tante funzioni che dovevano essere gestite dalla parrocchia in particolare durante la Settimana Santa. Il vescovo però confermò la bolla pontificia pur chiedendo ai reggenti di trovare un'intesa cristiana con il parroco. 

Dopo la morte del Tiraboschi nel 1668 fu nominato il 14 febbraio don Ventura Ferabò. Questi, nel mese di novembre, dichiarò con un pubblico proclama i diritti del parroco nella fonzione della Dottrina Cristiana.

Il vescovo Daniele Giustiniani, il 18 agosto 1670, proibì ad altri sacerdoti di recitare le funzioni nel santuario se non il rappresentante la parrocchia. I reggenti convocarono a suon di campana i 77 capifamiglia del borgo. Fu stilato un verbale intitolato far lite contro il curato, dove veniva dichiarato che era il parroco ad arrogarsi a se Giurisdizione non aspettanteli et voler derogar alli privilegi di essa Ven. Chiesa concessali da Sommi Pontefici.
Il cappellano don Francesco Benaglio inoltrò una lettera al Collegio Maggiore di Venezia, dove chiedeva d'imporre al parroco di Santa Caterina di non recare disturbo al cappellano. Il 7 novembre 1671 monsignor Gio. Battista Lauro, membro della Sacra Rota, emise una sentenza che pare fosse definitiva: il parroco aveva potere sul santuario e quindi vi poteva recitare le funzioni a suo piacimento. Un punto d'incontro fu trovato con don Sandrino Bettoni, forse amico di entrambi i sacerdoti: il parroco rinunciava alle funzioni del santuario nei giorni della ricorrenza, e il cappellano non avrebbe somministrato i sacramenti nella settimana  Santa, dalla domenica delle Palme alla giornata di Pasqua. Fu il vescovo Giustiniani a firmare il decreto con don Battoni.

La questione non era finita: infatti il 4 marzo 1676 il parroco di santa Caterina denunciò che il cappellano del santuario recitava le funzioni nel medesimo orario della chiesa parrocchiale. I reggenti del santuario dovettero quindi pagare un'ammenda di 550 ducati rendendo pubblica la loro disubbidienza. Il giorno della festa, il 18 agosto, il parroco proibì quindi al cappellano di indossare il piviale durante la processione. Furono i reggenti a lamentare che: tal processione non abia a segnar coll'ordinario decoro ed pompa tanto più che ciò non riesce di pregiudizio dalla Giurisdizione della parochial medesima, ordinando al cappellano di indossare il paramento. Questo fu denunciato nel gennaio del 1677 dal parroco. La risposta fu veramente seria, i reggenti denunciarono il parroco di essere un uomo di costumi torbidi, e ingiusti [...] un insidioso laberinto che vorrebbe tener aperto ai precipitii del cappellano stesso della B. V. M.. Mandarono anche una lettera a Venezia, malgrado il cappellano don Vecchiarelli abbia tentato di dissuadere, motivando che non erano le uniche chiese territorialmente vicine che officiavano in tempi simili. Nella lettera pesanti furono le accuse contro il parroco Ferabò. Fu proprio il cappellano a pagare la controversia. Fu egli intimato dal vescovo Giustiani a ritirare il Santissimo dal tabernacolo pena la sua sospensione a divinis. Gli fu infatti tolta la facoltà di confessare, questo contro la volontà degli abitanti del borgo. La vicenda terminò il 18 agosto del 1679, quando i reggenti del santuario fecero cantar messa al parroco Ferabò, chiudendo definitivamente la disputa.

### La vertenza tra il santuario e il vescovo Giustiniani
Vi fu un'altra importante vertenza che coinvolse il santuario direttamente.

Il 26 maggio 1690 l'allora vescovo Giustianiani emanò un decreto che vietava la celebrazione di solennità delle apparizioni se non erano inserite nel martirologio romano o concesse dalla curia di Bergamo nonché dalla sede romana. La notizia non fu presa bene dai reggenti il santuario che si trovarono impossibilitati a festeggiare il 18 agosto, anniversario del miracolo. La contrada si riunì e furono incaricati due personaggi della confraternita che dovevano sostenere le ragioni della festa della ricorrenza. A loro sostegno anche il podestà cittadino scrisse una lettera al Giustiniani. Il 24 gennaio 1691 si presentarono dal vescovo, il quale disse loro di adempiere agli ordini diretti di Roma. La causa del santuario a favore della festa di anniversario fu sostenuta dalla nunziatura apostolica di Venezia che mandò una lettera alla curia a favore dei festeggiamenti, purché non si parlasse di apparizione della Vergine. Il 17 luglio 1691 il nunzio scrisse infatti al vescovo dichiarandosi a favore della confraternita del Suffragio. Il vescovo non fu felice di questa sentenza e inoltrò la decisione a Roma. La risposta tornò negativa il 24 novembre 1691, la curia romana ordinò il fermo di ogni  celebrazione. Il vescovo pubblicò la sentenza il 3 febbraio 1692. I reggenti della congregazione si appellarono contro questa sentenza dichiarando che Roma si metteva contro il governo di Venezia. Ma il vescovo e la nunziatella di Venezia non volevano trovarsi una contro l'altro. Non restò quindi agli abitanti del borgo di ricorrere al doge. Scrissero infatti nel febbraio 1692 un documento dove dichiaravano che le feste alla Madonna erano anche una esaltazione della Serenissima Repubblica e che non dovevano andare a ricorrere a Roma ritenendo che Venezia fosse sicuramente più importante, e la risposta da Venezia fu a favore dei reggenti. La relazione del 24 febbraio 1699 della visita pastorale del vescovo Luigi Ruzzini, presenta una situazione economica povera, troppo si era speso per le due vertenze. questo oratorio di presente è povero, dissipati in liti gli anni scorsi più 1500 scudi per quanto corre fama.

### Ricostruzione
Nel XIX secolo, l'edificio non era più adatto al numero di fedeli che accorrevano in particolare durante il mese di agosto, fu quindi deciso un suo ampliamento. Alcuni progetti furono inizialmente realizzati da Ferdinando Crivelli. Fu poi incaricato del progetto don Antonio Picinelli che presentò i suoi disegni il 20 febbraio 1885 con il disegno della cancellata per l'altare dell'Addolorata, e che furono approvati dalla fabbriceria del santuario. I fabbriceri chiesero il giudizio dell'architetto Elia Fornoni, il quale fece le sue considerazioni, riteneva che forse la chiesa sarebbe apparsa troppo lunga. Il Picinelli nuovamente interpellato chiese di poter visionare il disegno della chiesa originaria opera del Berlendis. Intanto però i lavori iniziarono con la posa della prima pietra il 22 agosto 1886 dal vescovo Camillo Guindani. Con grande amarezza del Picinelli, la fabbriceria annullò il suo progetto con la costruzione della grande cupola, per quello dell'Elia Fornoni. Vani furono gli scritti, i solleciti di chiarimento. Non mancarono i problemi per il pagamento dell'opera. I lavori furono ultimati solo nel secolo successivo. Alla fine del XX secolo, il santuario necessitò di altri lavori di mantenimento. 

L'edificio fu completamente modificato, furono sfondate le cappelle a sud sostituite con la navata e a nord il nuovo presbiterio. Rimodulate due cappelle laterali che diventarono le due braccia croce latina culminanti con la cappella dell'Assunta (antico presbiterio) e della Madonna di Loreto. In questo modo si perse l'antico orientamento da est a nord. Fu arricchito di decori e stucchi e pitture in barocco da molti artisti.

Nel terzo centenario dell'apparizione venne fatta la festa dell'incoronazione; fu posta sull'immagine della Madonna addolorata e di Cristo una corona d'oro.
Venne arricchito di numerose opere d'arte di diversi artisti quali Ponziano Loverini, Giuseppe Riva, Luigi Angelini, Tilio Nani, Antonio Rota e Giovanni Pezzotta, Nino Nespoli e consacrato dal vescovo Gaetano Camillo Guindani il 15 agosto 1903. L'effige della Madonna presente sull'affresco dell'altare maggiore, venne incoronata il 17 agosto del medesimo anno dal cardinale Andrea Carlo Ferrari.
Nel 2015 vennero effettuati lavori di consolidamento del campanile e venne completamente rifatto il castello campanario aggiungendo tre campane per completare l'intera scala musicale.

## Descrizione

### Esterno
All'esterno della chiesa vi è il sagrato di grandi dimensioni, dove si trova una colonna sormontata dalla statua della Madonna Addolorata posta il 24 dicembre 1614 dal vescovo Giovanni Emo. La colonna, che originariamente era posta al centro della via, viene chiamata crocetta perché sostituì una croce che era ritenuta pericolante. 

### Interno
La pianta dell'edificio è a croce latina. Sull'altare maggiore è posto l'affresco del miracolo. 

Il santuario conserva anche dodici statue raffiguranti santi opera di Antonio Rota.

Il campanile venne eseguito alla fine del XX secolo su progetto di Virginio Muzio.
Il santuario conserva i dipinti seicenteschi di Francesco Zucco: San Carlo Borromeo e san Bernardino e Madonna col Bambino e santi Giovanni Battista e Benedetto.
Gli stucchi che adornano la navata e le cupole sono opere di Francesco Fioroni che lavorò nel santuario per quattro anni. mentre la grande cupola da Diamante Spinedi. 
Dodici sono le statue in gesso opera di Antonio Rota dei primi anni del XX secolo.

#### Cappella della Madonna di Loreto
All'interno dell'aula lungo il transetto di sinistra, vi è la cappella dedicata alla Madonna di Loreto eretta dagli abitanti di Pedrengo per rispondere a un voto fatto durante una pestilenza nel 1615. Risulta un pagamento il 9 luglio 1616 al muratore che lavorava alla sua edificazione. La cappella conserva come pala d'altare il dipinto centinato di Francesco Zucco raffigurante: Madonna di Loreto con Bambino, santa Caterina d'Alessandria, santa Maddalena, sant'Evasio vescovo e Silvestro. Le messe e le processioni al santuario erano celebrate a spese della comunità di Pedrengo come sarebbe indicato dal vescovo Giovanni Paolo Dolfin nel 1780: 
(visita pastorale Giovanni Paolo Dolfin)

#### La cupola
Il santuario fu dotato della cupola nel biennio 1895-96. Il primo acconto venne versato all'architetto Elia Fornoni, il 19 settembre 1894. La cupola appare proporzionata di chiara impronta milanese. Il tiburio è emisferico e si collega a quello minore posto sopra il presbiterio. Le decorazioni in stile neo-barocco riprendono i disegni del Picinelli.